# Elva (Cuneo)
Elva (piemontès Elva) és un municipi italià, situat a la regió del Piemont. L'any 2007 tenia 103 habitants. Està situat a la Val Maira, dins de les Valls Occitanes. Limita amb els municipis de Blins, Chastèldalfin, Prazzo, Sant Pèire i Estròp.

## Administració
| Període   | Identitat      | Partit        |
| --------- | -------------- | ------------- |
| 2007-2018 | Laura Lacopo   | Llista cívica |
| 2018-     | Mario Fulcheri | Llista cívica |